# Thestor calviniae
Thestor calviniae är en fjärilsart som beskrevs av Riley 1954. Thestor calviniae ingår i släktet Thestor och familjen juvelvingar. Inga underarter finns listade i Catalogue of Life.